# Kviskoteka (list)
Kviskoteka: nacionalni enigmatski tjednik je hrvatska zagonetačka revija iz Zagreba. Prvi broj izašao je 1994. godine. Izlazi tjedno. Izdavači su bili Sedam crveno i Sfinga art. Glavni urednici bili su Mato Glibo i Robert Pauletić. ISSN je 1330-7835. Sadrži priloge Kviskoteka. Ljeto... (godišnje; ISSN 1334-5125) i Kviskoteka. Zima... (godišnje; ISSN 1334-5117).